# Bandeira de Barra Mansa

A Bandeira de Barra Mansa é um dos símbolos oficiais de Barra Mansa, no Rio de Janeiro.

## Descrição
A bandeira do município consiste em um retângulo branco e com uma faixa azul, que divide a cor branca em duas partes, contendo o brasão municipal de armas ao centro.
A lei que instituiu a bandeira do município é a de n° 636 de 19 de agosto de 1964, mas a sua oficialização só veio acontecer em 5 de abril de 1990, em uma Sessão Solene no Palácio Barão de Guapy, Sede da Câmara Municipal, no caráter de Lei Orgânica Municipal.